# Fenna Kalma
Fenna Kalma, née le 21 novembre 1999 à Haskerhorne, est une footballeuse internationale néerlandaise. Elle joue au poste d'attaquante au PSV Eindhoven.

## Biographie

### En club

#### SC Heerenveen (2016-2019)
Alors qu'elle évolue au sc Heerenveen, elle est annoncée comme la successeure de Vivianne Miedema, qui est également passée par le club frison. En 2019, Fenna Kalma rejoint le FC Twente.

#### FC Twente (2019-2023)
En finale de l'Eredivisie Cup 2020-2021, le FC Twente s'incline face à l'Ajax Amsterdam malgré un but de Kalma.
Lors du premier tour préliminaire de Ligue des champions 2021-2022, Kalma inscrit un quadruplé face au WFC Nike, puis un triplé face au Spartak Subotica, permettant à Twente de se qualifier après avoir été mené 3-0 à dix minutes de la fin du temps réglementaire. Elle inscrit ensuite le but de l'égalisation lors du match suivant face au Benfica. Fenna Kalma termine la saison 2021-2022 avec le titre de meilleure joueuse et de meilleure buteuse (33 buts inscrits) du championnat néerlandais. Elle contribue au titre du FC Twente en inscrivant le tiers des buts de l'équipe d'Enschede. Elle prolonge alors son contrat d'un an.
Lors du premier match de la saison 2022-2023, Kalma inscrit un septuplé face aux Moldaves de l'Agarista-ȘS Anenii Noi au premier tour de qualification de la Ligue des champions, mais ne parvient pas à marquer ni à qualifier son équipe lors du match suivant face au Benfica.

#### VfL Wolfsburg (depuis 2023)
Le 25 mai 2023, le VfL Wolfsburg annonce sa signature pour trois saison.

### En sélection
En 2018, Fenna Kalma qualifie les Pays-Bas pour l'Euro U19 en inscrivant un triplé face à la Hongrie. Kalma participe ensuite à la coupe du monde des moins de 20 ans en 2018.
Fenna Kalma est appelée en équipe senior pour la première fois en 2019, mais attend toujours de disputer son premier match avec les Oranje. Elle est concurrencée à son poste par Vivianne Miedema et Renate Jansen. En 2022, elle n'est pas appelée par le sélectionneur Mark Parsons pour l'Euro en Angleterre.

## Palmarès

### Palmarès en club
FC Twente
- Championnat des Pays-Bas (2) :
  - Vainqueur en 2020-2021 et 2021-2022.
- Eredivisie Cup (1) :
  - Vainqueur en 2021-2022.
  - Finaliste en 2020-2021.

### Palmarès individuel
- Meilleure buteuse d'Eredivisie:
  - 2021-2022 : 32 buts
  - 2022-2023 : 30 buts
- Meilleure joueuse d'Eredivisie en 2021-2022